# Residenza dei metropoliti bucovini e dalmati
La residenza dei metropoliti bukovini e dalmati a Černivci, in Ucraina, fu costruita dal metropolita ortodosso orientale tra gli anni 1864-1882 su progetto dell'architetto ceco Josef Hlávka dell'Impero austro-ungarico. La residenza, i cui edifici fanno ora parte dell'Università di Černivci, è stata dichiarata patrimonio dell'umanità dall'UNESCO nel 2011.

## Costruzione
Nel 1782, in seguito all'incorporazione della Bucovina nella monarchia asburgica, la sede dei vescovi moldavi ortodossi orientali di Rădăuți fu trasferita a Černivci (allora conosciuta come Czernowitz). L'amministrazione militare della provincia costruì in fretta e furia una residenza per il vescovo Dositei Herescu. L'edificio, terminato nel 1783, aveva un aspetto squallido, diviso com'era in piccoli ambienti bassi, con una piccola cappella con pavimento in cotto. A causa della crescita fungina causata dall'umidità, una parte dell'edificio crollò nel 1790 e il resto venne demolito. Così, Herescu e i suoi successori, Daniil Vlahovici, Isaia Baloșescu e, per un certo periodo, Eugenie Hacman, furono costretti a spostarsi in stanze in affitto. Nel 1851-1852, Hacman inviò una serie di rapporti all'amministrazione di Leopoli, lamentando che questa situazione non era dignitosa. Nel 1860 il Ministero degli Affari Religiosi emanò un decreto che bandiva un concorso per selezionare un architetto per una nuova residenza vescovile dopo che la città era diventata capitale del Ducato di Bucovina e sede arcivescovile (metropolitana dal 1873 per la stessa Bucovina con giurisdizione sulla Cisleitania e quindi anche sulle eparchie dalmate). Venne selezionato l'architetto ceco Josef Hlávka per sviluppare il progetto.
Nel preparare i suoi progetti, Hlávka fece ricerche sulle tradizioni edilizie della regione e pubblicò un articolo, "Edifici della Chiesa greca orientale in Bucovina", nella Rivista austriaca nel 1866. Le proposte di Hlávka per il complesso includevano non solo il palazzo vescovile, ma anche uffici amministrativi, sale riunioni, una biblioteca, una scuola per il coro, un museo di arte ecclesiastica e una cappella. Il lavoro risultante combinava lo stile bizantino e moresco, con l'Alhambra come ispirazione.
La costruzione iniziò nel 1864 ma subì notevoli ritardi a causa di problemi tecnici, la malattia di Hlávka dal 1872 in poi e disaccordi tra Hlávka e l'amministrazione locale, che portarono alle dimissioni del Metropolita. L'incompetenza del successore, Feliks Ksiezarski, determinò un ulteriore ritardo nei progressi. L'edificio e le chiese furono consacrati nell'inverno del 1882/1883.

## Significato
La citazione UNESCO, dichiarando la Residenza e gli edifici nel loro complesso di "eccezionale valore universale", descrive il sito come segue:
L'insieme architettonico comprende l'ex Residenza dei Metropoliti con la sua Cappella di S. Ioan cel Nou di Suceava; l'ex seminario e chiesa del seminario e l'ex monastero con la sua torre dell'orologio all'interno di un giardino e un parco paesaggistico. La Residenza, con una drammatica fusione di riferimenti architettonici, esprime l'identità culturale ottocentesca della Chiesa Ortodossa all'interno dell'Impero Austro-Ungarico in un periodo di tolleranza religiosa e culturale. Nel XIX secolo, l'architettura storicista poteva trasmettere messaggi sul suo scopo e la Residenza dei Metropoliti bucovini e dalmati ne è un eccellente esempio.

## Caratteristiche
Gli edifici del complesso sono disposti su tre lati di un cortile profondo circa 100 metri e largo 70: il quarto lato del cortile contiene le porte principali, incastonate in alte ringhiere.
Di fronte alla porta si trova il più grande edificio singolo, la residenza del Metropolita, che contiene anche la Cappella di Giovanni il Nuovo di Suceava. L'edificio ospita attualmente la Facoltà di lingue moderne dell'Università. Contiene l'Aula Sinodale (oggi chiamata Sala dei Marmi), con soffitto dipinto. In origine questa sala conteneva i ritratti dei monarchi austriaci realizzati da Epaminonda Bucevschi (1843-1891). Altre sale importanti di questo edificio includono l'ex biblioteca del Metropolita (la Sala Blu), uno spazio per riunioni più piccolo (la Sala Rossa) e l'ex sala di ricevimento del Metropolita (la Sala Verde). Il rapporto dell'UNESCO sul sito descrive la Sala Rossa come "uno straordinario e bellissimo scrigno di legno, la cui pittura murale ricorda una sofisticata rifinitura con seta cinese rossa".
A sinistra del cancello si trova l'edificio del seminario (l'ala destra dell'ensemble) e la sua chiesa, la Chiesa dei Tre Santi Gerarchi, che contiene affreschi di Karl Jobst e altri artisti.
Dall'altra parte del cortile (l'ala sinistra del complesso), l'ex edificio del monastero è oggi il dipartimento di geografia dell'università. La torre dell'orologio di questo edificio è decorata con Stelle di David in omaggio alla comunità ebraica di Czernowitz che contribuì alla costruzione del complesso.
L'intero complesso è situato in un vasto parco paesaggistico, che contiene un monumento a Hlávka scolpito nel 1937.

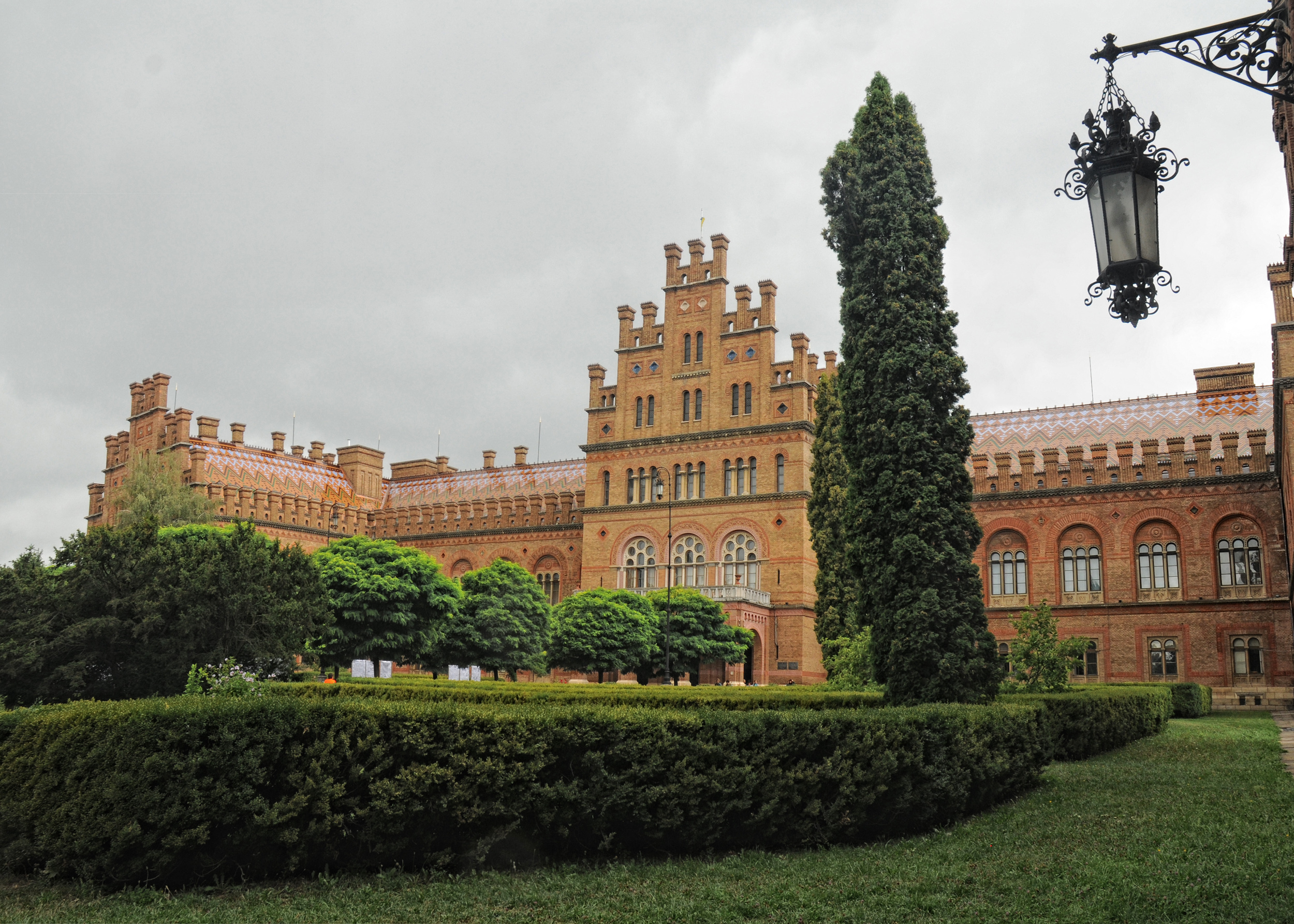
Ala dei Metropoliti
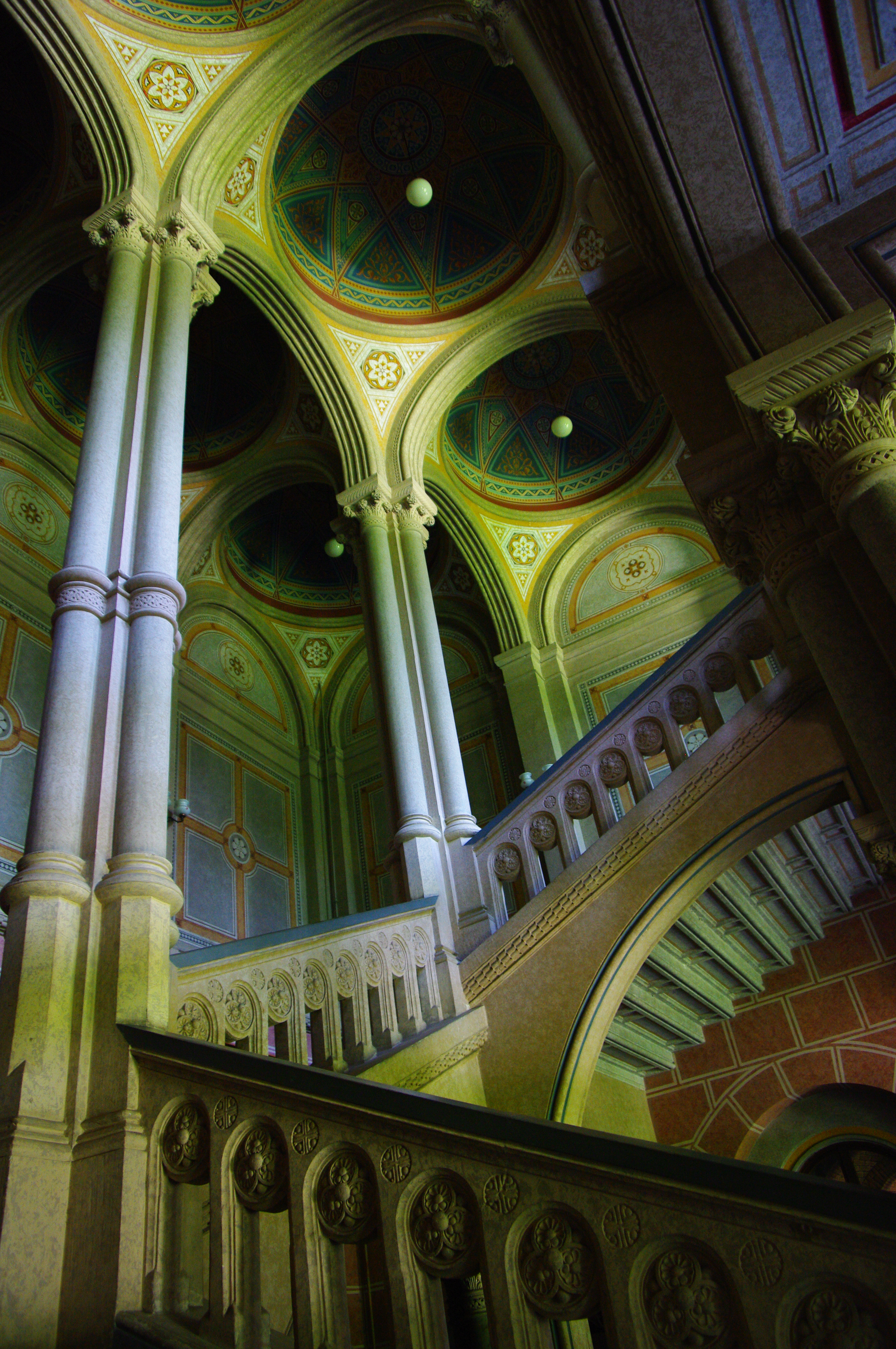
Ala dei Metropoliti
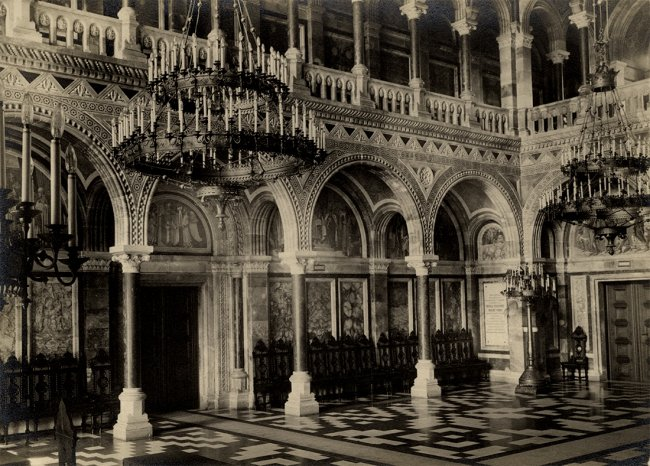
Sala dei Marmi (ala dei Metropoliti)
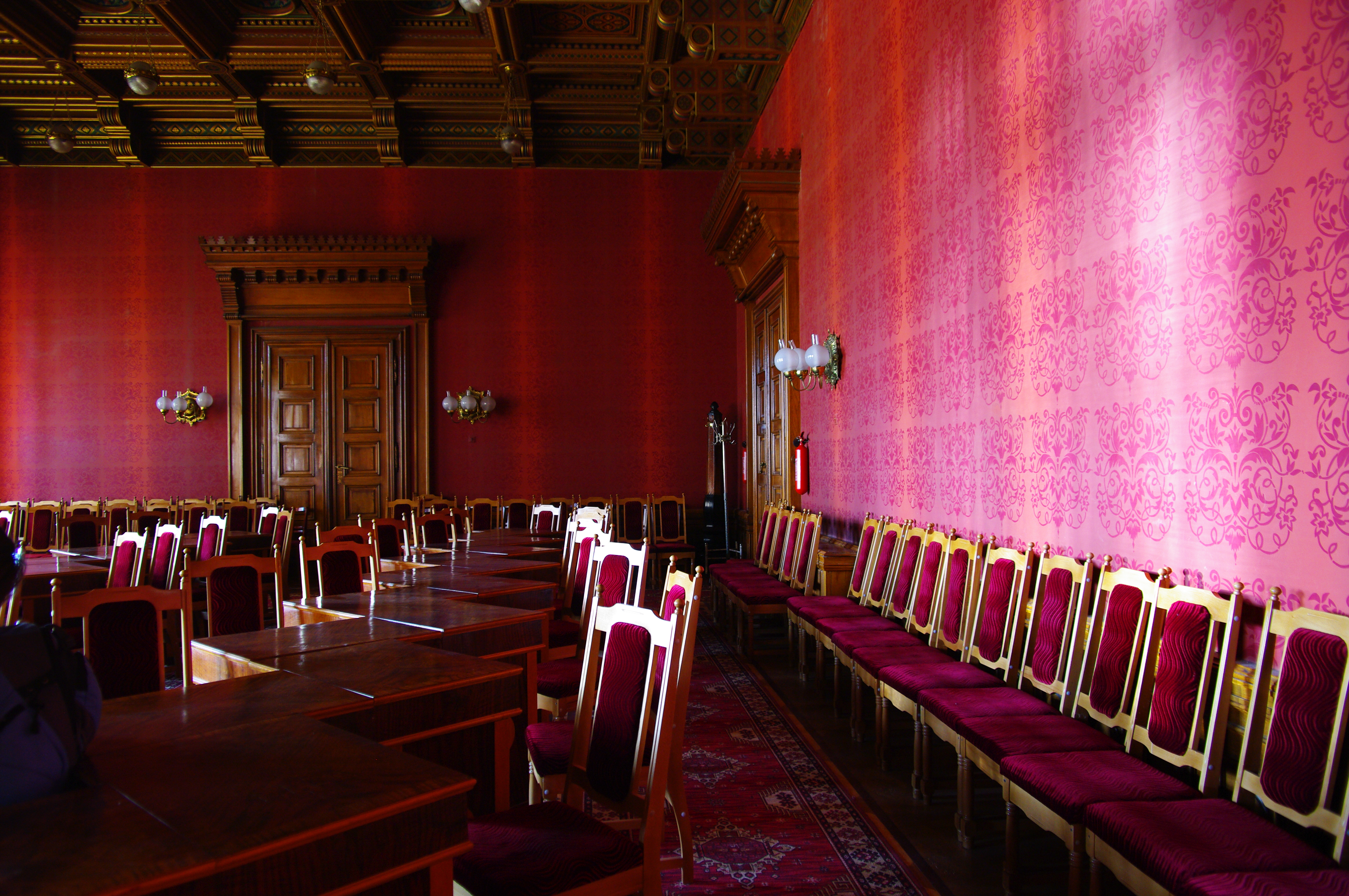
Sala Rossa (ala dei Metropoliti)
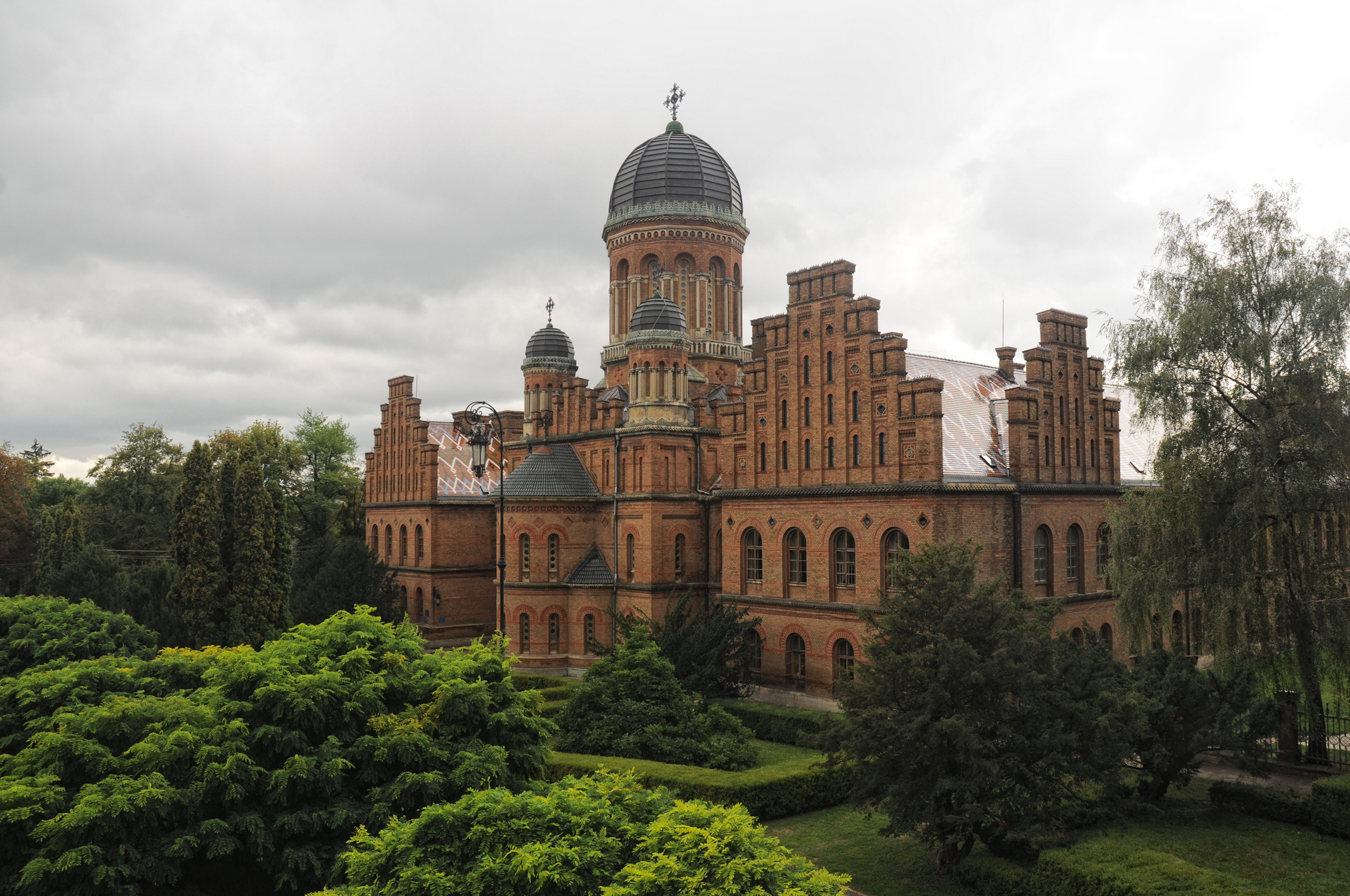
Ala del Seminario
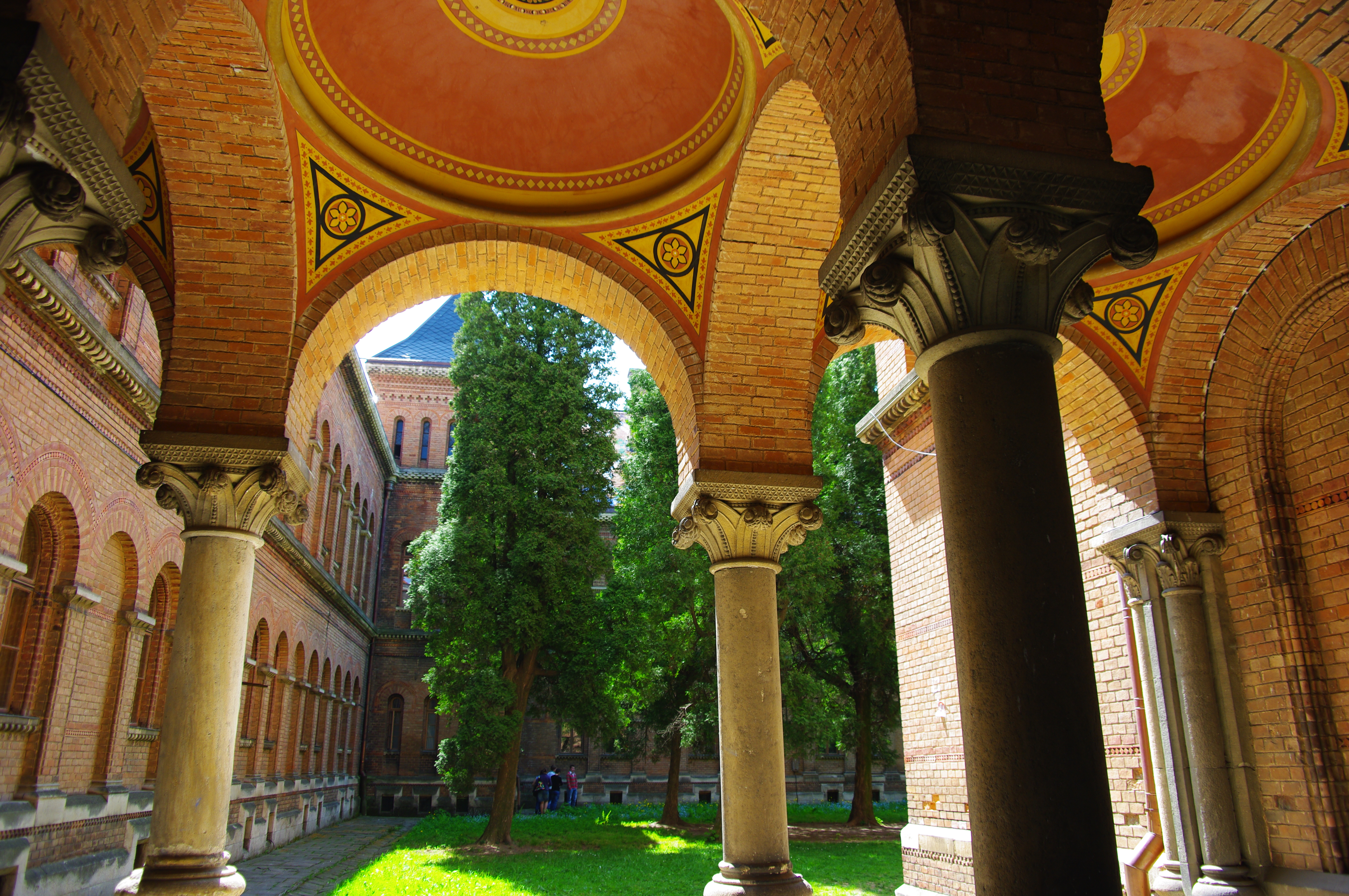
Ala del Seminario

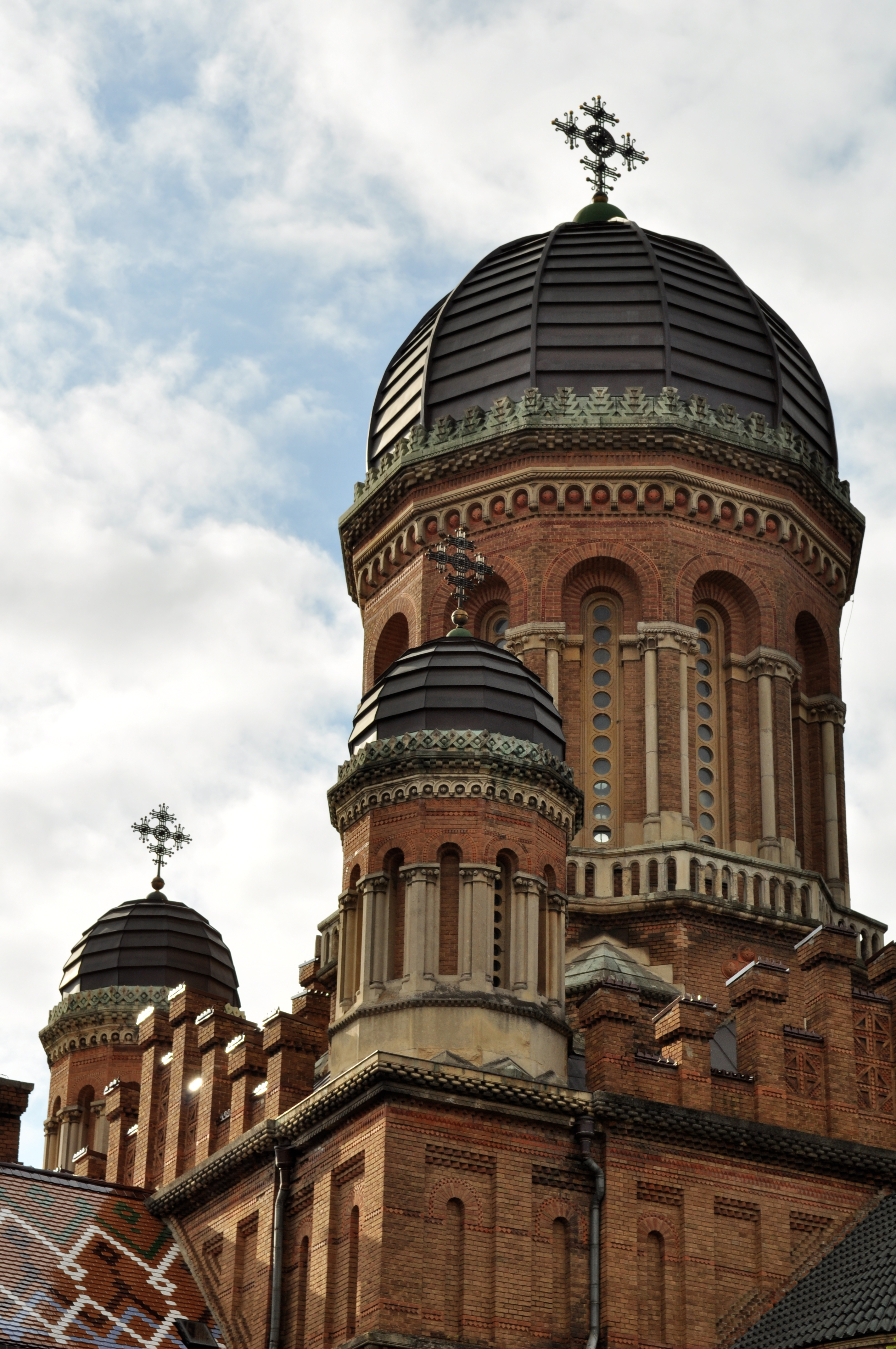
Chiesa del Seminario
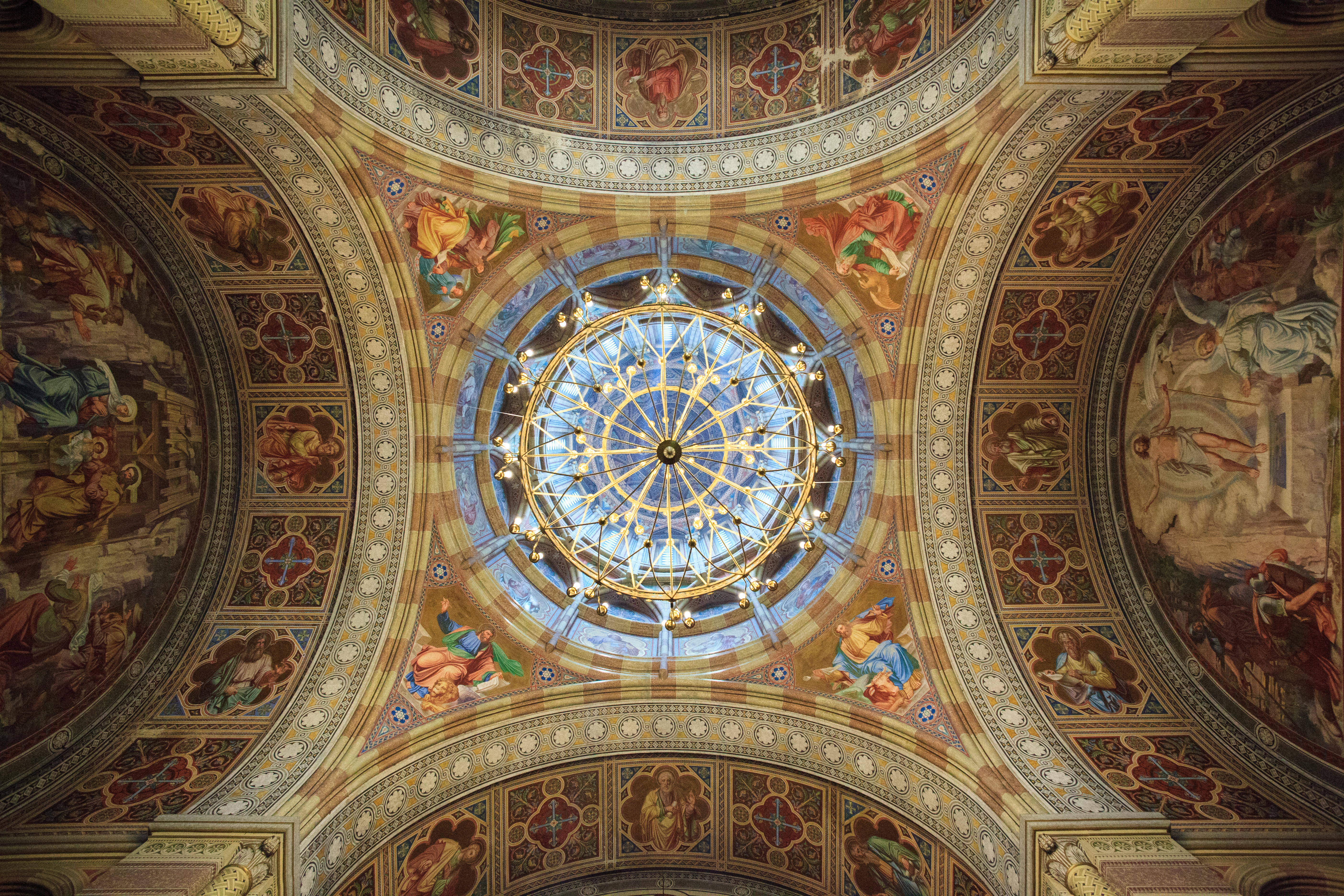
Chiesa del Seminario
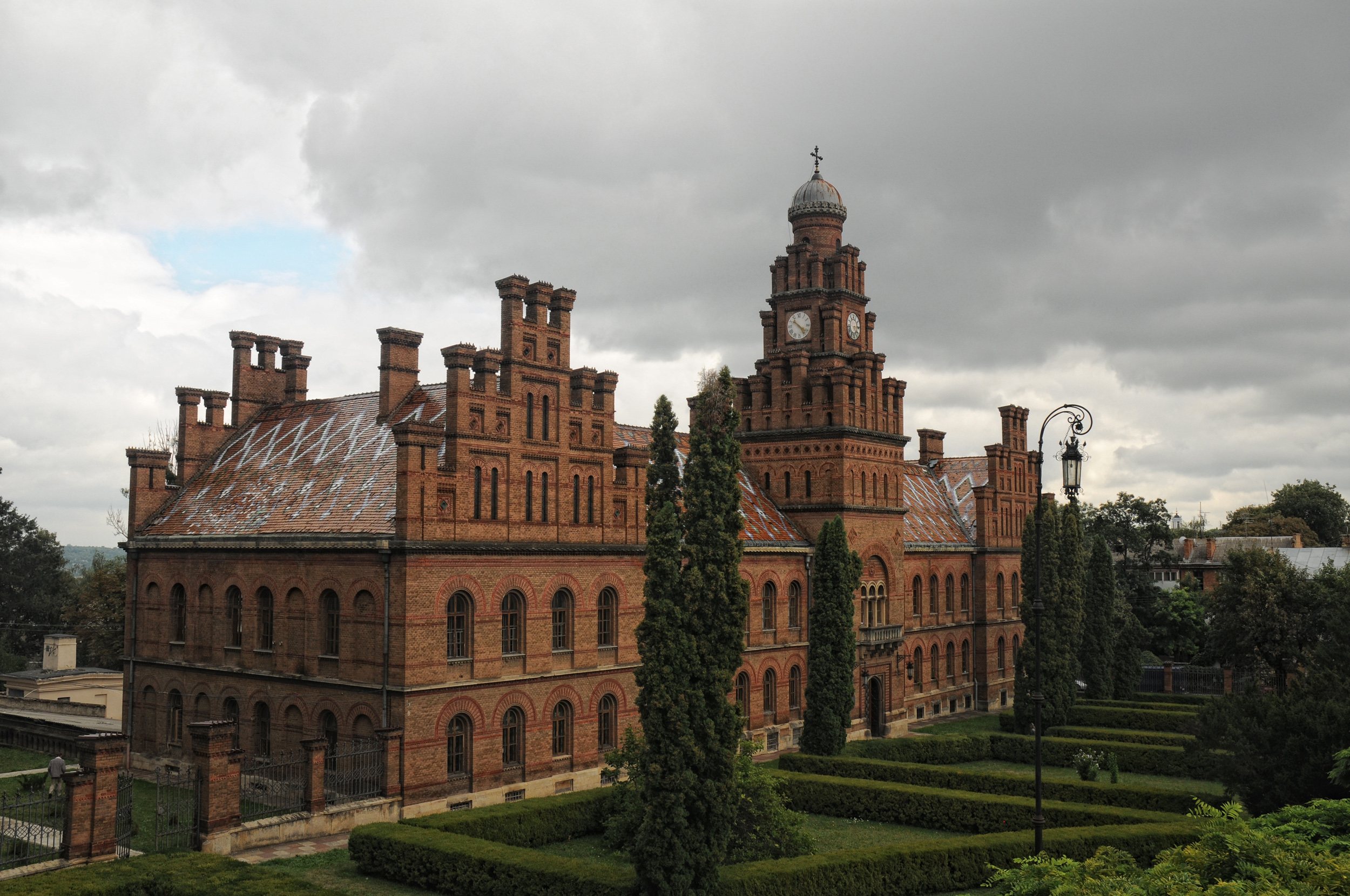
Ala del monastero
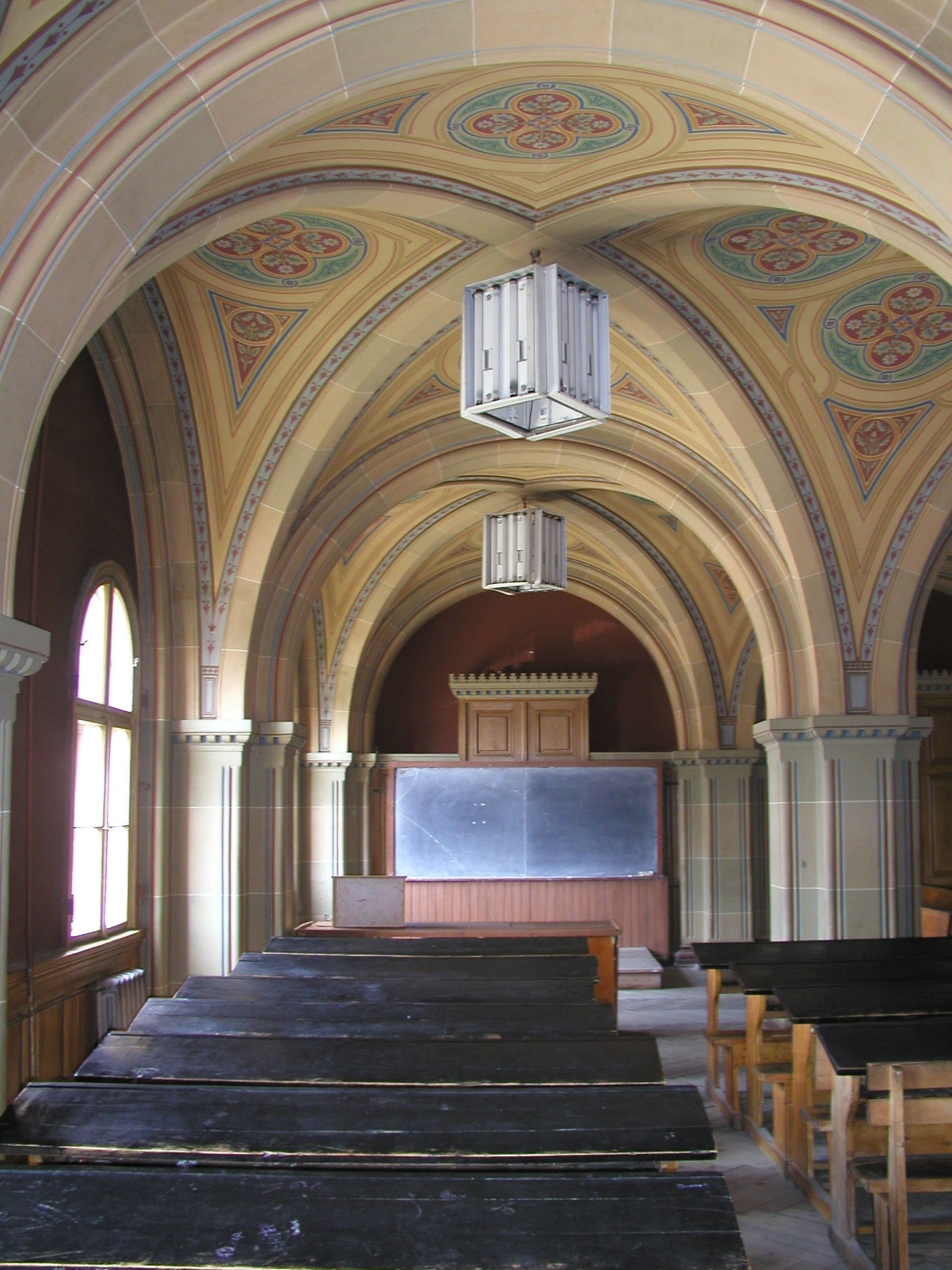
Auditorium del monastero
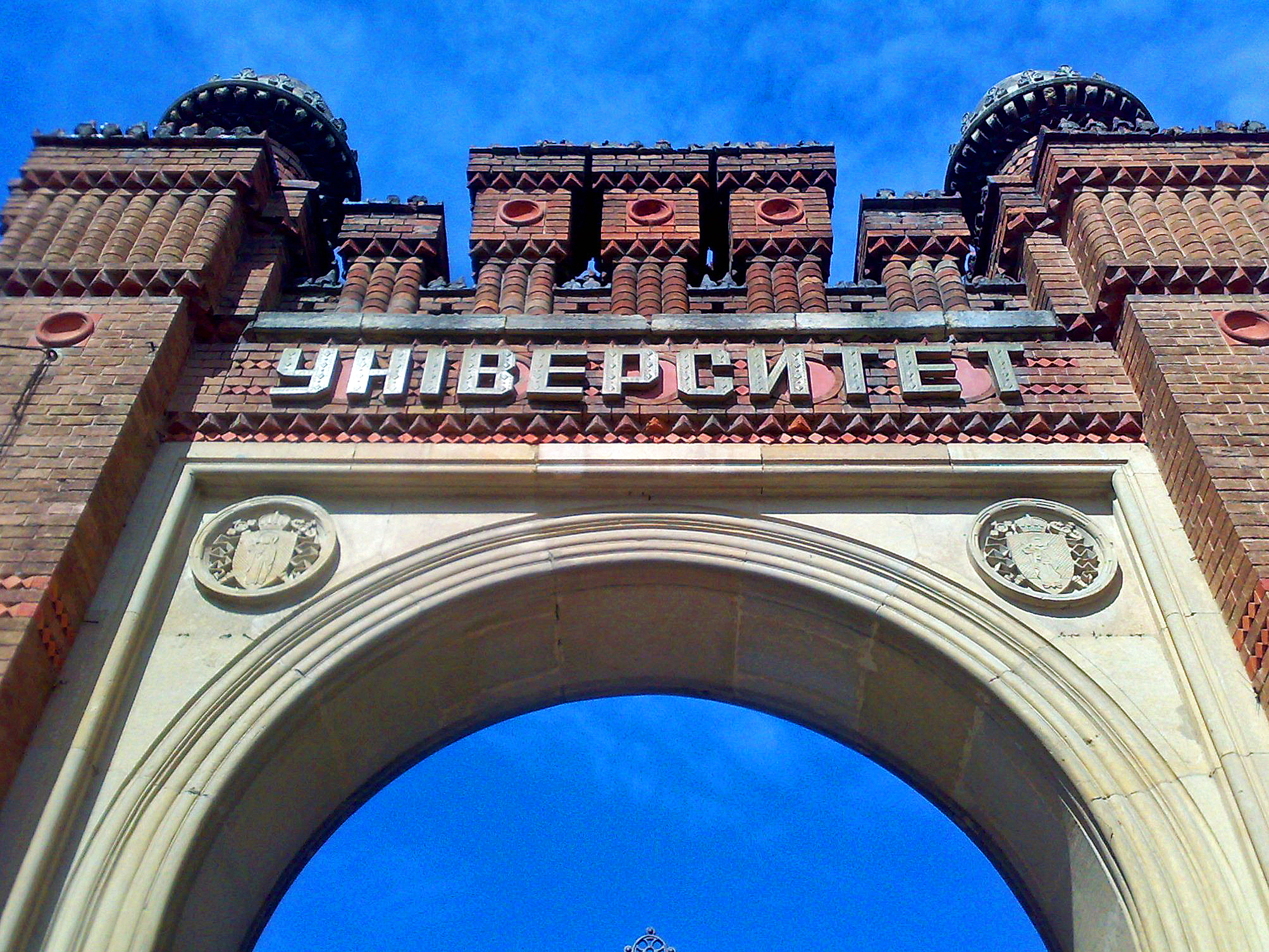
Cancello della residenza
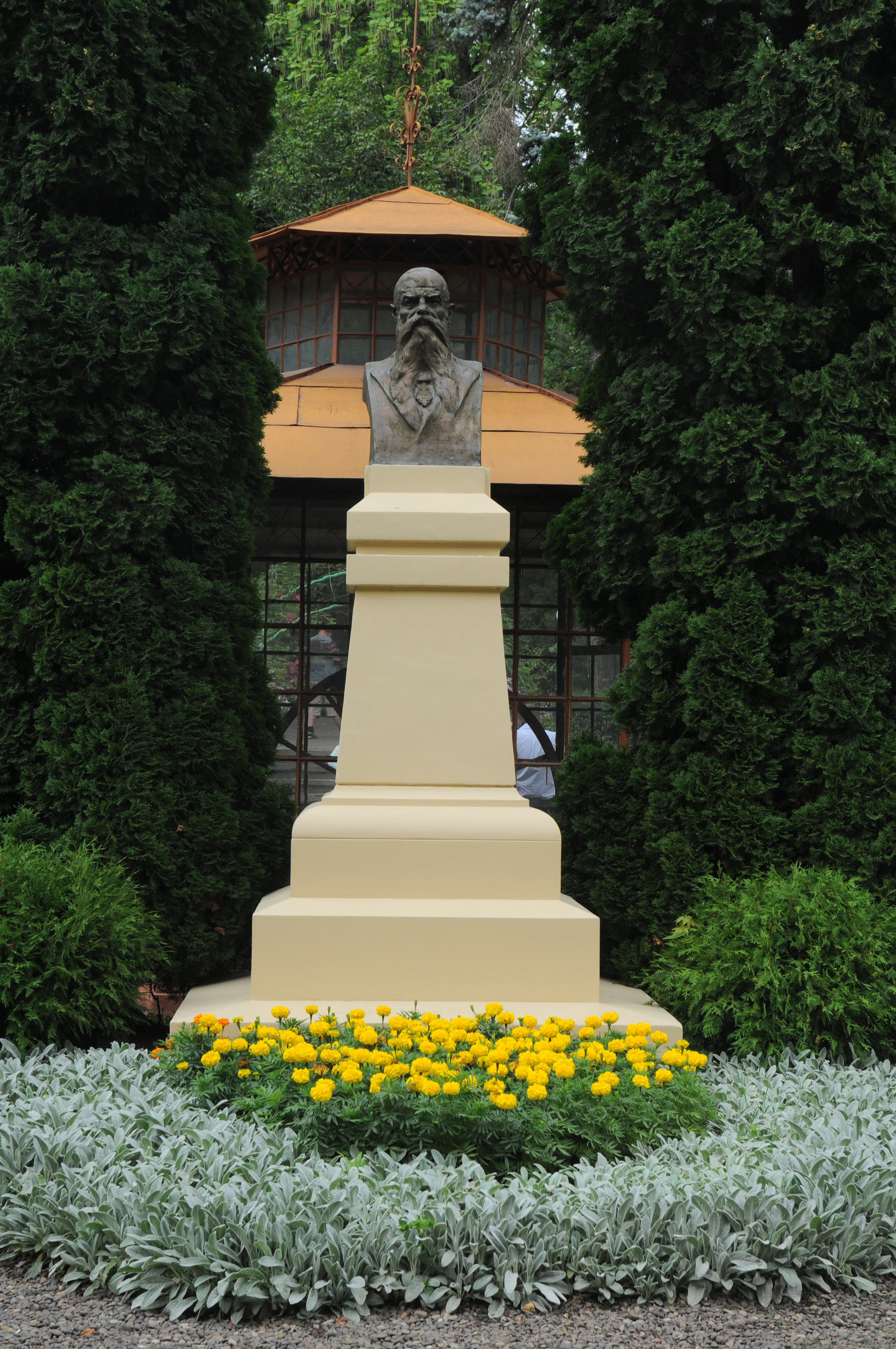
Monumento a Hlávka

## Storia

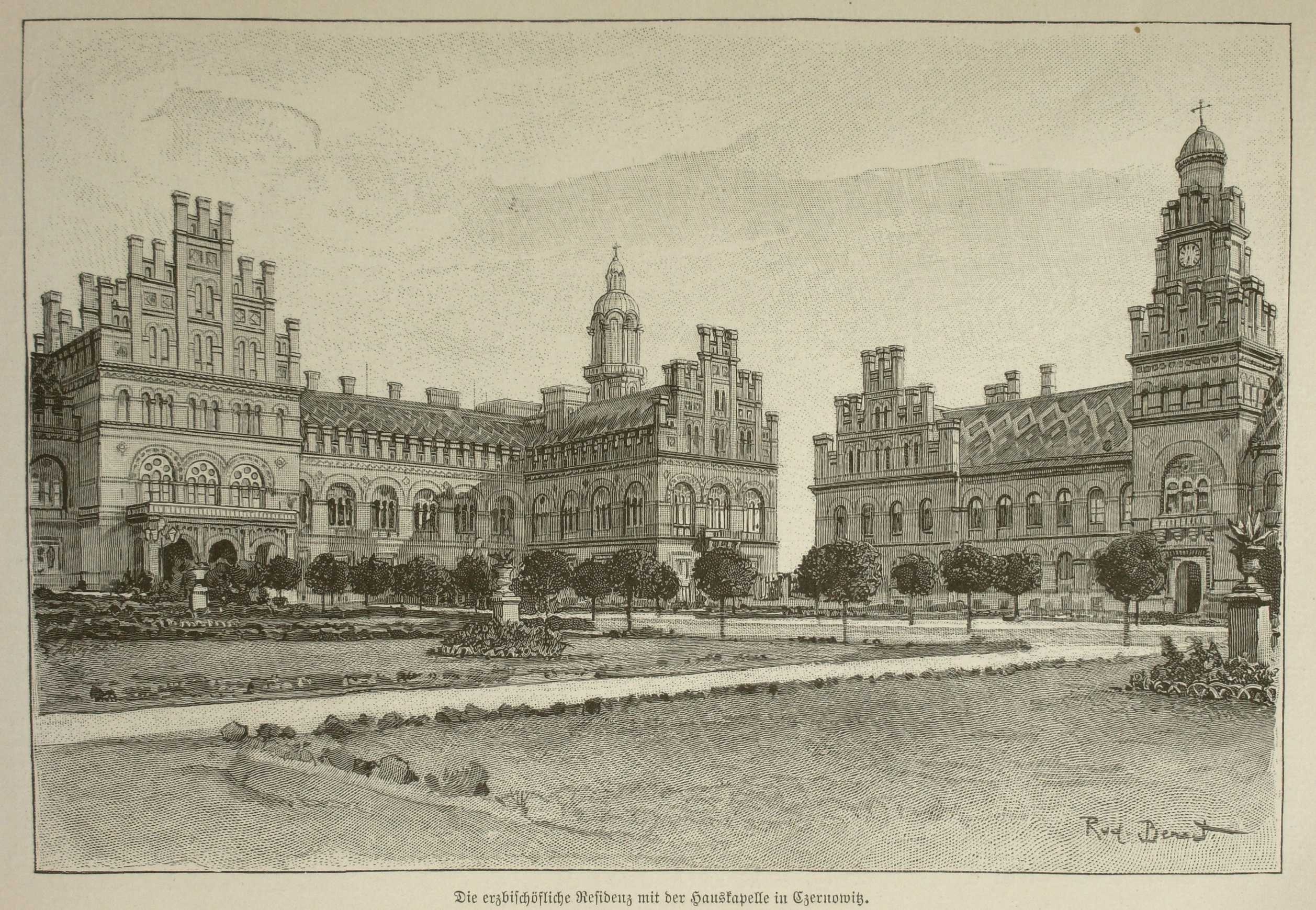
La Residenza (foto 1899)

Gli edifici originariamente ospitavano una consistente facoltà teologica che continuò a funzionare come tale quando Czernowitz divenne, dopo la fine della prima guerra mondiale, parte della Romania con il nome di Cernăuți. Fu nell'Aula sinodale che il 28 novembre 1918 fu ratificata l'unione della Bucovina con la Romania.In seguito la metropolia di Bucovina venne unita dal nuovo governo nell'attuale metropolia di Moldavia e Bucovina. Gli edifici furono saccheggiati e notevolmente danneggiati da un incendio durante la seconda guerra mondiale. Dopo la guerra, quando la regione passò sotto il controllo sovietico, la facoltà teologica fu chiusa; quando gli edifici iniziarono a essere restaurati, nel 1955, furono trasferiti all'università del paese. Nel frattempo, gli edifici erano stati utilizzati come deposito e su molti dei murales erano posti strati di pittura. La ristrutturazione interna, ripristinando alcune delle caratteristiche originarie, fu eseguita dal 1957 al 1967, quando l'insieme ottenne la protezione del governo. Nel 1991 l'edificio è stato inserito nel Registro di Stato della nuova Ucraina indipendente. Dal 2004 in poi è stato effettuato un ampio restauro, che alla fine ha portato l'insieme ad essere iscritto dall'UNESCO nella lista dei siti del Patrimonio dell'umanità il 28 giugno 2011. La residenza è stata scelta, in concorso con un voto su Internet, come una delle sette meraviglie architettoniche dell'Ucraina nel 2011.